# Cantó de Montpeller - Castèlnòu de Les

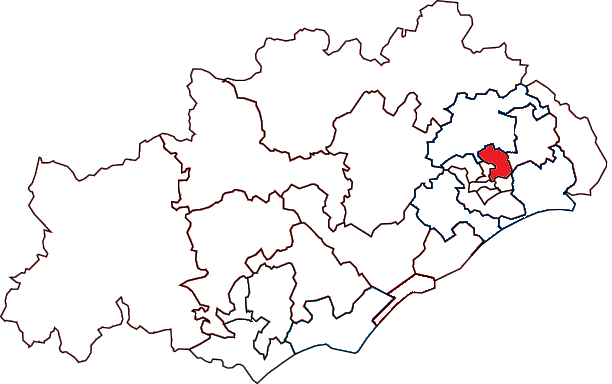
Els cantons de Montpeller

El cantó de Montpeller - Castèlnòu de Les és un cantó francès del departament de l'Erau, a la regió d'Occitània. Forma part del districte de Montpeller, té 4 municipis i amb una part de la ciutat de Montpeller.

## Municipis
- Montpeller (en part)
- Castèlnòu de Les
- Clapièrs
- Jacon
- Montferrièr de Les